# 7 settembre
Il 7 settembre è il 250º giorno del calendario gregoriano (il 251º negli anni bisestili). Mancano 115 giorni alla fine dell'anno.

## Eventi
- 70 – Tito, figlio dell'imperatore romano Vespasiano, occupa la città di Gerusalemme
- 355 – Ursicino, generale dell'imperatore romano Costanzo II, pone fine all'usurpazione di Claudio Silvano
- 1191 – Terza crociata, battaglia di Arsuf: Riccardo I d'Inghilterra sconfigge Saladino ad Arsuf
- 1303 – Episodio dello Schiaffo di Anagni a papa Bonifacio VIII
- 1533 – Anna Bolena, regina d'Inghilterra, dà alla luce la futura Elisabetta I
- 1539 – Guru Angad Dev diventa il secondo Guru dei Sikh
- 1706 – Ha termine l'assedio di Torino: decisiva risulta la vittoria dell'esercito piemontese che sconfigge le forze di Luigi XIV
- 1776 – Primo attacco sottomarino della storia: il sommergibile statunitense Turtle tenta di fissare una bomba alla chiglia dell'ammiraglia britannica HMS Eagle, dell'ammiraglio Richard Howe, nel Porto di New York
- 1812 – Guerre napoleoniche, battaglia di Borodino: Napoleone Bonaparte sconfigge l'esercito russo di Alessandro I nei pressi del villaggio di Borodino
- 1818 – Jean-Baptiste Jules Bernadotte (Carlo XIV di Svezia) viene incoronato anche re di Norvegia a Trondheim con il nome di Carlo III
- 1822 – Il Brasile dichiara l'indipendenza dal Portogallo
- 1860 – Giuseppe Garibaldi entra a Napoli con l'Esercito dei Mille
- 1864 – Guerra di secessione americana: Atlanta (Georgia) viene evacuata su ordine del generale unionista William Tecumseh Sherman
- 1893 – Nasce a Genova il Genoa Cricket and Football Club, la più antica società calcistica in Italia
- 1901 – Finisce ufficialmente in Cina la Ribellione dei Boxer, con la firma del Protocollo dei Boxer
- 1911 – Il poeta francese Guillaume Apollinaire viene arrestato e imprigionato poiché sospettato di aver rubato la Gioconda dal Museo del Louvre
- 1923 – Viene fondata a Vienna la Organisation internationale de police criminelle o Interpol
- 1936 – Muore Benjamin, l'ultimo esemplare di tigre della Tasmania
- 1938 – In Italia viene promulgato il Regio decreto n. 1381 - Provvedimenti nei confronti degli ebrei stranieri
- 1940 – Seconda guerra mondiale, battaglia d'Inghilterra: la Germania nazista inizia a tempestare di bombe Londra nella prima di 57 notti consecutive di bombardamenti aerei sulla capitale britannica
- 1953 – Nikita Khruščëv diventa capo del Comitato Centrale dei Soviet
- 1955 – Disordini di Istanbul, pogrom orchestrato dal Partito Democratico del primo ministro turco Adnan Menderes e dal partito "Cipro è turca": una folla turca, precedentemente trasportata in città in camion, assalta la comunità greca di Istanbul per varie ore, causando gravi danni alle proprietà greche e alle persone; alla fine si conteranno fra i 13 e i 16 morti e almeno 32 persone ferite, mutilate o stuprate
- 1965 – Guerra del Vietnam: come continuazione dell'Operazione Starlight effettuata ad agosto, i Marines statunitensi e le forze del Vietnam del Sud iniziano l'Operazione Pirahna, sulla Penisola di Batangan, 37 km a sud della base navale di Chu Lai
- 1977 – Vengono firmati dei trattati tra Panama e gli Stati Uniti d'America sullo status del Canale di Panama; gli USA concordano nel trasferire il controllo del canale a Panama, alla fine del XX secolo
- 1979
  - Debutto del canale televisivo statunitense di sport e intrattenimento ESPN
  - La Chrysler Corporation chiede al governo degli USA 1 miliardo di dollari per evitare la bancarotta
- 1986 – Desmond Tutu diventa il primo diacono nero a guidare la Chiesa anglicana in Sudafrica
- 1987 – A Copenaghen viene ratificato un accordo multilaterale tra 13 Paesi europei per la diffusione del GSM
- 1988 – Abdul Ahad Momand, il primo afgano nello spazio, rientra a terra a bordo della navetta sovietica Soyuz TM-5, dopo nove giorni passati sulla stazione spaziale Mir
- 1997 – Primo volo di prova dell'F/A-22 Raptor
- 2011 – Tutti i componenti della nazionale russa di hockey su ghiaccio trovano la morte in un incidente aereo avvenuto poco dopo il decollo a Jaroslavl'

## Nati
Ci sono circa 1 130 voci su persone nate il 7 settembre; vedi la pagina Nati il 7 settembre per un elenco descrittivo o la categoria Nati il 7 settembre per un indice alfabetico.

## Morti
Ci sono circa 520 voci su persone morte il 7 settembre; vedi la pagina Morti il 7 settembre per un elenco descrittivo o la categoria Morti il 7 settembre per un indice alfabetico.

## Feste e ricorrenze

### Civili
Nazionali:
- Brasile – Giorno dell'indipendenza

### Religiose
Cristianesimo:
- Sant'Albino di Chalons, vescovo
- San Calcedonio, martire
- Santa Carissima di Albi
- San Chiaffredo, martire
- San Clodoaldo, monaco
- Santi Festo e Desiderio, martiri
- San Giovanni da Lodi, vescovo
- San Gozzelino di Toul, vescovo
- San Grato di Aosta, vescovo
- Sant'Ilduardo, vescovo
- Santa Madelberta, badessa
- San Marco Križevčanin, martire
- San Melchiorre Grodecký, martire
- Santi Nemorio (o Memorio) e compagni, martiri
- San Paragorio da Noli e compagni, martiri
- Santa Regina di Alise, vergine e martire
- San Sozonte, martire
- Santo Stefano di Châtillon, certosino, vescovo
- Stefano Pongrácz, martire
- San Ventura di Città di Castello, martire
- Beato Alessandro da Milano, francescano
- Beata Ascensione di San Giuseppe Calasanzio Lloret Marco, vergine e martire
- Beati Claudio Barnaba Laurent de Mascloux e Francesco d'Oudinot de la Boissiere, martiri
- Beata Eugenia Picco, vergine
- Beato Felix Gomez-Pinto Pinero, sacerdote francescano, martire
- Beato Giovanni Mazzucconi, missionario, martire
- Beato Guido da Arezzo
- Beato Ignacy Kłopotowski, sacerdote
- Beato Leonardo, mercedario
- Beata Maria Borbone di Amiens, clarissa
- Beati Rodolfo Corby e Giovanni Duckett, martiri
- Beati Tommaso Tsuji, Ludovico Maki e Giovanni Maki, martiri